# 岩波写真文庫
岩波写真文庫（いわなみしゃしんぶんこ）とは、岩波書店が1950年代に出版していたテーマ別写真集叢書（カラー写真は使われていない）。編集長は名取洋之助。1980年代以降度々復刻版が出されている。

## 岩波写真文庫
B6判64頁で、1950年（昭和25年）6月10日から1958年（昭和33年）12月20日まで286巻が出版された。写真は岩波映画製作所が撮影した。1冊100円。
1949年の夏に用紙中アートペーパーだけが統制外に置かれるという情報を得て、写真を主にした出版によって当時新しい問題とされていた視覚教育の要望に応えようとした計画であった。従来この種の出版は成功が困難とされていたが、以上の新しい出版方法によって斬新な型が生み出され、好評をもって迎えられて、経済的にも成功した。1953年（昭和28年）には菊池寛賞を受賞している。
1. 木綿
2. 昆虫
3. 南氷洋の捕鯨
4. 魚の市場
5. アメリカ人
6. アメリカ
7. 雪の結晶
8. 写真
9. レンズ
10. 紙
11. 蝶の一生
12. 鎌倉
13. 心と顔
14. 動物のけもの
15. 富士山
16. 積雪
17. いかるがの里
18. 鉄
19. 河-隅田川-
20. 雲
21. 貴社
22. 動物園の鳥
23. 様式の歴史-西洋美術-
24. 銅山
25. スイス
26. スキー
27. 京都-歴史的に見た-
28. 力と運動-目で見た力学-
29. アメリカの農業
30. アルプス-スイスの山と人-
31. 山の鳥
32. 奈良の大佛
33. 尾瀬
34. 電話
35. 野球の科学-バッティング-
36. 星と宇宙
37. 蝶の観察
38. 長崎
39. 高野山
40. 正倉院-1-
41. 彫刻
42. 仏像-イコノグラフィー-
43. 化学繊維
44. 蛔虫
45. 野の花-春-
46. 金印の出た土地-北九州の歴史-
47. 東京-大都会の顔-
48. 馬
49. 石炭
50. 桂離宮と修学院
51. 日光
52. 醤油
53. 文楽
54. 水辺の鳥
55. 米
56. 正倉院-2-
57. 石油
58. 千代田城
59. 歌舞伎
60. 高山の花
61. 波
62. 京都御所と二条城
63. 赤ちゃん-誕生日まで-
64. オーストラリア
65. ソヴェト連邦
66. 能
67. 造船
68. 東京案内
69. 平泉
70. 手術
71. 宮島
72. 廣島-戦争と都市-
73. 佐渡
74. 比叡山
75. 阿蘇
76. 信貴山縁起絵巻
77. 針葉樹
78. 近代美術
79. 日本の民家
80. 季節の魚
81. シャボテン-環境と植物-
82. 新劇
83. 郵便切手
84. かいこの村
85. 伊豆の漁村
86. 奈良-東部-
87. 奈良-西部-
88. ヒマラヤ-ネパール-
89. 上高地
90. 電力
91. 松江
92. 動物の表情
93. 金沢
94. 自動車の話
95. 薬師寺・唐招提寺
96. 日本の人形
97. システィナ礼拝堂
98. 美人画
99. 日本の貝殻
100. 本の話
101. 戦争と日本人-あるカメラマンの記録-
102. 佐世保
103. ミケランジェロ-彫刻-
104. 空からみた大阪
105. 宗達
106. 飛騨・高山
107. ゴッホ-傳記的に-
108. 京都案内-洛中-
109. 京都案内-洛外-
110. 写楽
111. 熊
112. 東京湾-空からみた自然と人-
113. 汽車の窓から-東海道-
114. 地図の知識
115. 姫路-白鷺城-
116. 硫黄の話
117. 伊勢
118. はきもの
119. 隠岐
120. 源氏物語絵巻
121. 農村の婦人-南信濃の-
122. 出雲
123. アルミニウム
124. 水害と日本人
125. 日本のやきもの
126. 貝の生態
127. イスラエル
128. 伴大納言絵詞
129. 瀬戸内海-空からみた-
130. 飛鳥
131. 聖母マリア
132. 日本の映画-社会心理学的にみた-
133. 能登
134. 山形県-新風土記-
135. 福沢諭吉
136. 利根川-空からみた-
137. 鹿児島県-新風土記-
138. 伊豆半島
139. 日本の森林
140. 高知県-新風土記-
141. チェーホフ
142. 佛教美術-インド彫刻-
143. 一年生-ある小学教師の記録-
144. 長野県-新風土記-
145. 塩原
146. 日本の庭園
147. 木曾
148. 忘れられた島
149. 近東の旅
150. 和歌山県-新風土記-
151. 函館
152. 豆-植物のいのち-
153. 大分県-新風土記-
154. 死都ポンペイ
155. 富士をめぐる-空から-
156. 神奈川県-新風土記-
157. 柔道
158. 戦争と平和
159. ソ連・中国の旅-桑原武夫-
160. 伊豆の大島
161. ジョットー
162. 熊野路
163. 鳥獣戯画
164. 愛媛県-新風土記-
165. やきものの町-瀬戸-
166. 冬の登山
167. 埼玉県-新風土記-
168. 男鹿半島
169. フランス古寺巡礼
170. 滋賀県-新風土記-
171. 白浜
172. 東京国立博物館
173. 千葉県-新風土記-
174. 箱根
175. 細胞の知識-動物-
176. 四国遍路
177. 村の一年-秋田-
178. セザンヌ
179. 石川県-新風土記-
180. 琵琶湖
181. 仏陀の生涯
182. 香川県-新風土記-
183. 日本-1955年10月8日-
184. 練習船日本丸
185. 悲惨な歴史-ドイツ-
186. ボッティチェリ
187. 東海道五十三次
188. 離された園
189. 松島
190. 家庭の電気-その知識-
191. アメリカの地方都市-旅行者のみた-
192. 五島列島
193. 塩の話
194. パリの素顔
195. 横浜
196. 日系アメリカ人-ハワイの-
197. インカ-昔と今-
198. 奈良をめぐる-空から-
199. 子供は見る
200. 雪舟
201. 東京都-新風土記-
202. アフガニスタンの旅
203. 渡り鳥
204. 群馬県-新風土記-
205. ブラジル
206. ルーヴル美術館
207. 北海道（南部）-新風土記-
208. 小豆島
209. 日本-1956年8月15日-
210. 富山県-新風土記-
211. 毛織物の話
212. 北海道（東・北部）-新風土記-
213. 自然と心
214. 空からみた京都
215. 世界の人形
216. 愛知県-新風土記-
217. 諏訪湖
218. 鉄と生活
219. 山口県-新風土記-
220. 麦積山
221. 北京
222. 江南-蘇州・紹興など-
223. 四川-揚子江など-
224. 広州・大同-中国・南から北へ-
225. 室蘭
226. 山水画-中国-
227. 三重県-新風土記-
228. 白山
229. 鵜飼の話
230. 島根県
231. 小さい新聞社
232. 北海道（中央部）-新風土記-
233. 近代建築
234. 岡山県-新風土記-
235. ねずみの生活
236. 札幌
237. 日本-1957年4月7日-
238. 広島県-新風土記-
239. 北陸路
240. 倉敷-古い形の町・美術-
241. ギリシアの神々
242. 長崎県-新風土記-
243. 水郷-潮来-
244. 福井県-新風土記-
245. 秋吉台
246. 子供の絵
247. 徳島県-新風土記-
248. 十勝平野
249. 岐阜県-新風土記-
250. 青森県-新風土記-
251. 中国の彫刻
252. 熊本県-新風土記-
253. 秋田県-新風土記-
254. 苫小牧-支笏湖・製紙の町-
255. 山梨県-新風土記-
256. 新潟県-新風土記-
257. 村と森林
258. 茨城県-新風土記-
259. 福島県-新風土記-
260. 旭川・大雪山
261. 大阪府-新風土記-
262. 奈良県新風土記-
263. 北アルプスの山々
264. 地形の話
265. 静岡県-新風土記-
266. 軽井沢
267. 佐賀県-新風土記-
268. 日本の社寺建築
269. 宮崎県-新風土記-
270. 十和田湖
271. 福岡県-新風土記-
272. 日本-1958年正月-
273. 宮城県-新風土記-
274. 鳥取県-新風土記-
275. タイ-学術調査の旅-
276. インドシナの旅-カンボジア・ベトナム・ラオス-
277. 栃木県-新風土記-
278. 屋久島・種子島
279. 岩手県-新風土記-
280. 地中海の史蹟めぐり
281. 兵庫県-新風土記-
282. キリスト-その生涯と弟子達-
283. 京都府-新風土記-
284. インドの一断面
285. 沖縄
286. 風土と生活形態-空からみた日本-

## 岩波写真文庫 復刻ワイド版
1987年（昭和62年）から1990年（平成2年）にかけて、総計114巻が復刻ワイド版（判型をA5判に改めた）として出版された。

## 岩波写真文庫 復刻版
2007年から2008年に、複数の編者によるセレクションによる再刊がされた。
- 赤瀬川原平『腹ぺこ時代のシャッター音―岩波写真文庫再発見』2007年 - シリーズの24冊を紹介したエッセイ集

### シリーズ
各選者による5冊ずつの再刊。赤瀬川のみ10冊。
- 復刻版 岩波写真文庫 赤瀬川原平セレクション（科学篇、社会篇） 2007/9/27
- 復刻版 岩波写真文庫 川本三郎セレクション　2007/12/19
- 復刻版 岩波写真文庫 田中長徳セレクション　2008/3/1
- 復刻版 岩波写真文庫 森まゆみセレクション　2008/6/25
- 復刻版 岩波写真文庫 山田洋次セレクション　2008/11/27

## アーカイヴス
2023年に刊行。
- 岩波写真文庫アーカイヴス 立ち上がるヒロシマ1952
  - 1952年に刊行された原爆被害を特集した岩波写真文庫72『広島――戦争と都市』の取材時に、名取洋之助と長野重一が撮ったがほとんど掲載されなかった、広島市内の情景の写真を再編集したもの。